# Чентро I Сасу
Чентро I Сасу је насеље у Италији у округу Ористано, региону Сардинија.
Према процени из 2011. у насељу је живело 71 становника. Насеље се налази на надморској висини од 6 м.